# Jarno Parikka
Jarno Parikka est un footballeur finlandais, né le 21 juillet 1986 à Vantaa en Finlande. Il évolue comme attaquant.

## Palmarès
HJK Helsinki
- Championnat de Finlande
  - Champion (3) : 2009, 2010, 2011
- Coupe de Finlande
  - Vainqueur (3) : 2006, 2008, 2011